# Ceryx toxopeusi
Ceryx toxopeusi là một loài bướm đêm thuộc phân họ Arctiinae, họ Erebidae.